# الکساندره جاپاریدزه
الکساندره جاپاریدزه (به گرجی: ალექსანდრე ჯაფარიძე)(زاده ۲۰ ژوئیه ۱۹۵۵) یک تاجر گرجی الاصل در روسیه  و بنیان گذار شرکت حفاری اوراسیا است.
مجله فوربز دارایی خالص جاپاریدزه را ۲٫۱ میلیارد دلار برآورد کرد و در رتبه ۵۶۴ لیست ثروتمند ترین افراد جهان قرار داد.او جزو گرجی هایی بود که در این فهرست قرار گرفتند.